# 栗林公園北口駅
栗林公園北口駅（りつりんこうえんきたぐちえき）は、香川県高松市中野町にある、四国旅客鉄道（JR四国）高徳線の駅である。駅番号はT26。

## 歴史
- 1986年（昭和61年）11月1日：日本国有鉄道高徳本線の駅として開業[1][2][4]。無人駅[3]。
- 1987年（昭和62年）4月1日：国鉄分割民営化に伴い、四国旅客鉄道（JR四国）の駅となる[5]。
- 1995年（平成7年）3月20日：自動券売機を設置[6]。
- 2020年（令和2年）3月14日：ICカード「ICOCA」の利用が可能となる[7][8]。ICカード専用簡易改札機で対応。

## 駅構造

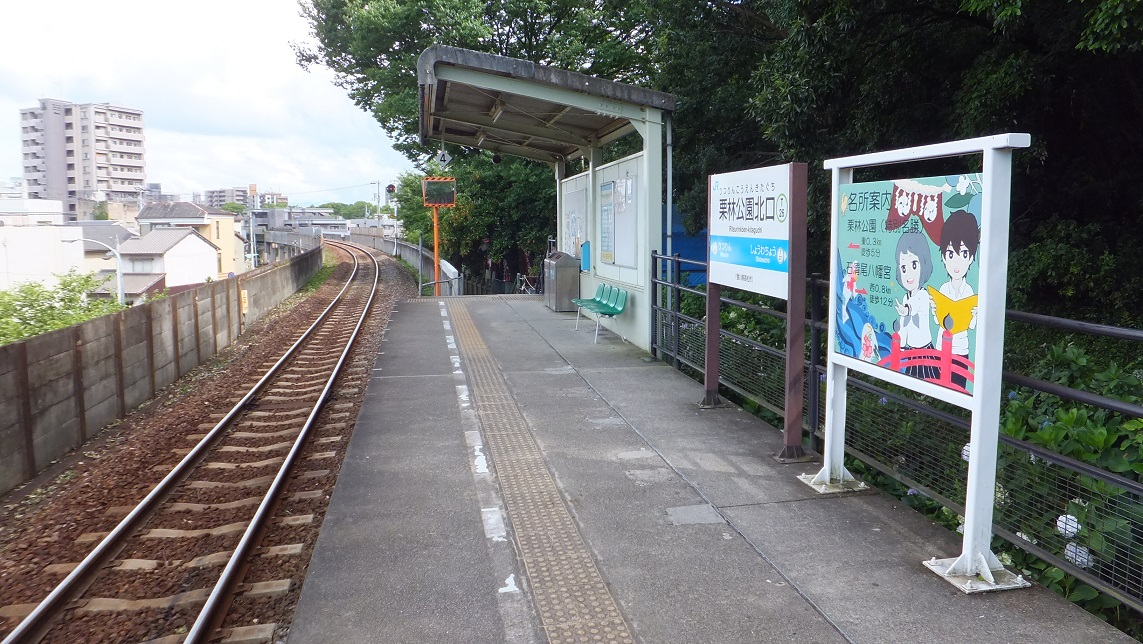
ホーム（2015年7月、昭和町方より）

単式ホーム1面1線を有する高架駅。駅舎、トイレはない。ホームに設置されているイラスト付名所案内看板は、2012年9月に香川県立高松工芸高等学校美術科の生徒が制作したものである。
無人駅であるが、朝の通勤・通学時には駅員が派遣され、改札を行う。
開業当初からホームは4両分あるものの、殆どの普通列車が通過していた時期もあった。

## 利用状況
1日平均の乗車人員は以下の通り。
| 乗車人員推移 | 乗車人員推移 |
| 年度         | 1日平均人数  |
| ------------ | ------------ |
| 2008         | 474          |
| 2009         | 454          |
| 2010         | 460          |
| 2011         | 468          |
| 2012         | 457          |
| 2013         | 470          |
| 2014         | 442          |

## 駅周辺
栗林公園（北門）にはことでん栗林公園駅よりも近い。当駅のすぐ裏手には稲荷山があり、横手には正一位 稲荷大明神がある。
- 栗林公園 - 徒歩3分
- 石清尾八幡宮 - 徒歩12分
- 稲荷山
- 英明高等学校
- 国立大学法人香川大学教育学部附属高松小学校・香川大学教育学部附属幼稚園高松園舎
- 高松市立亀阜小学校
- 香川県庁舎
- 高松八本松郵便局
- 四国新聞社
- 毎日新聞社高松支局
- 穴吹工務店本社
- 国道11号
- 香川県道173号高松停車場栗林公園線
- マルナカ 宮脇店

## 隣の駅
四国旅客鉄道（JR四国）
■高徳線
■普通
昭和町駅 (T27) - 栗林公園北口駅 (T26) - 栗林駅 (T25)